# Tournoi de tennis de Shanghai

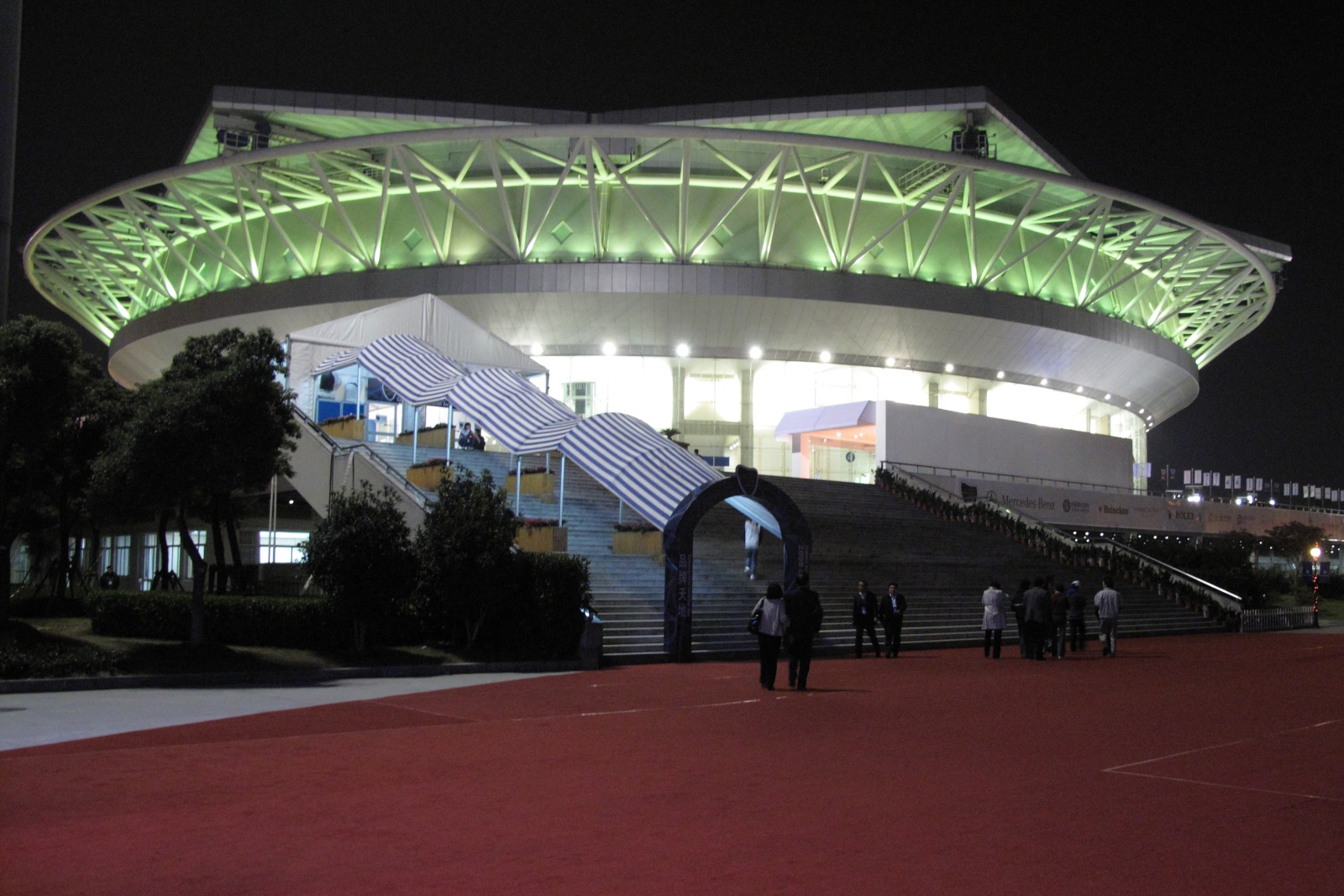
Qi Zhong Stadium vu de l'extérieur.

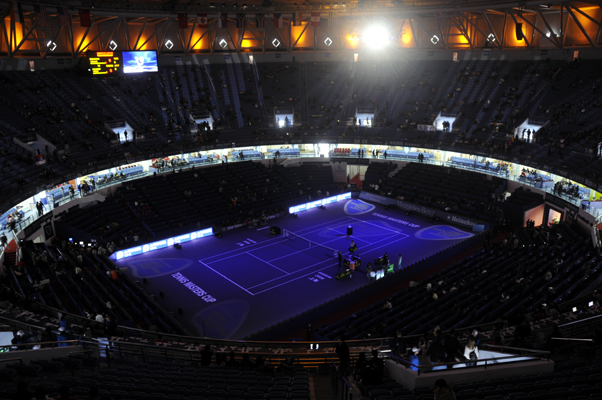
Qi Zhong Stadium vu de l'intérieur.

Le tournoi de Shanghai est un tournoi de tennis professionnel masculin. Il fait partie de la catégorie des tournois Masters 1000 depuis 2009.

## Histoire
Depuis 2009, le Masters de Shanghai est classé dans la catégorie des Masters 1000, 2e catégorie des tournois les plus importants après celle des tournois du Grand Chelem.
Une épreuve moindre, classée International Series, y a également eu lieu de 1996 à 2004, sauf en 2002 où s'est déroulé le Masters de tennis masculin.
Le stade Qi Zhong Stadium, inauguré en 2005 pour le Masters de tennis masculin de 2005 à 2008, est utilisé depuis pour l'occasion.
Entre 2020 et 2022, le tournoi est annulé à cause de la pandémie de Covid-19,.

## Palmarès

### Simple

#### Champions les plus titrés
| Joueur         | Titres | Premier | Dernier |
| Novak Djokovic | 4      | 2012    | 2018    |
| Andy Murray    | 3      | 2010    | 2016    |
| Roger Federer  | 2      | 2014    | 2017    |
| Magnus Norman  | 2      | 1999    | 2000    |

#### Palmarès par édition
| No | Date       | Nom et lieu du tournoi                              | Catégorie                                           | Dotation                                            | Surface                                             | Vainqueur                                           | Finaliste                                           | Score                                               |                                                     |
| -- | ---------- | --------------------------------------------------- | --------------------------------------------------- | --------------------------------------------------- | --------------------------------------------------- | --------------------------------------------------- | --------------------------------------------------- | --------------------------------------------------- | --------------------------------------------------- |
| 1  | 29-01-1996 | Shanghai Open, Shanghai                             | World Series                                        | 303 000 $                                           | Dur (ext.)                                          | Andreï Olhovskiy                                    | Mark Knowles                                        | 7-65, 6-2                                           |                                                     |
| 2  | 27-01-1997 | Shanghai Open, Shanghai                             | World Series                                        | 303 000 $                                           | Dur (ext.)                                          | Ján Krošlák                                         | Aleksandr Volkov                                    | 6-2, 7-62                                           |                                                     |
| 3  | 05-10-1998 | Shanghai Open, Shanghai                             | Int' Series                                         | 315 000 $                                           | Dur (ext.)                                          | Michael Chang                                       | Goran Ivanišević                                    | 4-6, 6-1, 6-2                                       |                                                     |
| 4  | 04-10-1999 | Heineken Open, Shanghai                             | Int' Series                                         | 325 000 $                                           | Dur (ext.)                                          | Magnus Norman                                       | Marcelo Ríos                                        | 2-6, 6-3, 7-5                                       |                                                     |
| 5  | 16-10-2000 | Heineken Open, Shanghai                             | Int' Series                                         | 350 000 $                                           | Dur (ext.)                                          | Magnus Norman                                       | Sjeng Schalken                                      | 6-4, 4-6, 6-3                                       |                                                     |
| 6  | 17-09-2001 | Heineken Open, Shanghai                             | Int' Series                                         | 375 000 $                                           | Dur (ext.)                                          | Rainer Schüttler                                    | Michel Kratochvil                                   | 6-3, 6-4                                            |                                                     |
| 7  | 22-09-2003 | Heineken Open, Shanghai                             | Int' Series                                         | 355 000 $                                           | Dur (ext.)                                          | Mark Philippoussis                                  | Jiří Novák                                          | 6-2, 6-1                                            | Tableau                                             |
| 8  | 27-09-2004 | Heineken Open, Shanghai                             | Int' Series                                         | 355 000 $                                           | Dur (ext.)                                          | Guillermo Cañas                                     | Lars Burgsmüller                                    | 6-1, 6-0                                            | Tableau                                             |
| 9  | 12-10-2009 | Shanghai ATP Masters, Shanghai                      | Masters 1000                                        | 3 240 000 $                                         | Dur (ext.)                                          | Nikolay Davydenko                                   | Rafael Nadal                                        | 7-63, 6-3                                           | Tableau                                             |
| 10 | 11-10-2010 | Rolex Shanghai Masters, Shanghai                    | Masters 1000                                        | 3 240 000 $                                         | Dur (ext.)                                          | Andy Murray                                         | Roger Federer                                       | 6-3, 6-2                                            | Tableau                                             |
| 11 | 10-10-2011 | Rolex Shanghai Masters, Shanghai                    | Masters 1000                                        | 3 240 000 $                                         | Dur (ext.)                                          | Andy Murray                                         | David Ferrer                                        | 7-5, 6-4                                            | Tableau                                             |
| 12 | 08-10-2012 | Rolex Shanghai Masters, Shanghai                    | Masters 1000                                        | 3 531 600 $                                         | Dur (ext.)                                          | Novak Djokovic                                      | Andy Murray                                         | 5-7, 7-611, 6-3                                     | Tableau                                             |
| 13 | 06-10-2013 | Rolex Shanghai Masters, Shanghai                    | Masters 1000                                        | 3 849 445 $                                         | Dur (ext.)                                          | Novak Djokovic                                      | Juan Martín del Potro                               | 6-1, 3-6, 7-63                                      | Tableau                                             |
| 14 | 05-10-2014 | Rolex Shanghai Masters, Shanghai                    | Masters 1000                                        | 4 195 895 $                                         | Dur (ext.)                                          | Roger Federer                                       | Gilles Simon                                        | 7-66, 7-62                                          | Tableau                                             |
| 15 | 12-10-2015 | Rolex Shanghai Masters, Shanghai                    | Masters 1000                                        | 4 783 320 $                                         | Dur (ext.)                                          | Novak Djokovic                                      | Jo-Wilfried Tsonga                                  | 6-2, 6-4                                            | Tableau                                             |
| 16 | 10-10-2016 | Rolex Shanghai Masters, Shanghai                    | Masters 1000                                        | 5 452 985 $                                         | Dur (ext.)                                          | Andy Murray                                         | Roberto Bautista-Agut                               | 7-61, 6-1                                           | Tableau                                             |
| 17 | 08-10-2017 | Rolex Shanghai Masters, Shanghai                    | Masters 1000                                        | 5 924 890 $                                         | Dur (ext.)                                          | Roger Federer                                       | Rafael Nadal                                        | 6-4, 6-3                                            | Tableau                                             |
| 18 | 07-10-2018 | Rolex Shanghai Masters, Shanghai                    | Masters 1000                                        | 7 086 700 $                                         | Dur (ext.)                                          | Novak Djokovic                                      | Borna Ćorić                                         | 6-3, 6-4                                            | Tableau                                             |
| 19 | 06-10-2019 | Rolex Shanghai Masters, Shanghai                    | Masters 1000                                        | 7 473 620 $                                         | Dur (ext.)                                          | Daniil Medvedev                                     | Alexander Zverev                                    | 6-4, 6-1                                            | Tableau                                             |
| –  | 2020-2022  | Tournoi annulé à cause de la pandémie à coronavirus | Tournoi annulé à cause de la pandémie à coronavirus | Tournoi annulé à cause de la pandémie à coronavirus | Tournoi annulé à cause de la pandémie à coronavirus | Tournoi annulé à cause de la pandémie à coronavirus | Tournoi annulé à cause de la pandémie à coronavirus | Tournoi annulé à cause de la pandémie à coronavirus | Tournoi annulé à cause de la pandémie à coronavirus |
| 20 | 04-10-2023 | Rolex Shanghai Masters, Shanghai                    | Masters 1000                                        | 8 800 000 $                                         | Dur (ext.)                                          | Hubert Hurkacz                                      | Andrey Rublev                                       | 6-3, 3-6, 7-68                                      | Tableau                                             |
| 21 | 02-10-2024 | Rolex Shanghai Masters, Shanghai                    | Masters 1000                                        | 8 995 555 $                                         | Dur (ext.)                                          | Jannik Sinner                                       | Novak Djokovic                                      | 7-64, 6-3                                           | Tableau                                             |

### Double
| No | Date       | Nom et lieu du tournoi                              | Catégorie                                           | Dotation                                            | Surface                                             | Vainqueurs                                          | Finalistes                                          | Score                                               |                                                     |
| -- | ---------- | --------------------------------------------------- | --------------------------------------------------- | --------------------------------------------------- | --------------------------------------------------- | --------------------------------------------------- | --------------------------------------------------- | --------------------------------------------------- | --------------------------------------------------- |
| 1  | 29-01-1996 | Shanghai Open, Shanghai                             | World Series                                        | 303 000 $                                           | Dur (ext.)                                          | Mark Knowles Roger Smith                            | Jim Grabb Michael Tebbutt                           | 4-6, 6-2, 7-6                                       |                                                     |
| 2  | 27-01-1997 | Shanghai Open, Shanghai                             | World Series                                        | 303 000 $                                           | Dur (ext.)                                          | Max Mirnyi Kevin Ullyett                            | Tomas Nydahl Stefano Pescosolido                    | 7-6, 6-7, 7-5                                       |                                                     |
| 3  | 05-10-1998 | Shanghai Open, Shanghai                             | Int' Series                                         | 315 000 $                                           | Dur (ext.)                                          | Mahesh Bhupathi Leander Paes                        | Todd Woodbridge Mark Woodforde                      | 6-4, 6-7, 7-6                                       |                                                     |
| 4  | 04-10-1999 | Heineken Open, Shanghai                             | Int' Series                                         | 325 000 $                                           | Dur (ext.)                                          | Sébastien Lareau Daniel Nestor                      | Todd Woodbridge Mark Woodforde                      | 7-5, 6-3                                            |                                                     |
| 5  | 16-10-2000 | Heineken Open, Shanghai                             | Int' Series                                         | 350 000 $                                           | Dur (ext.)                                          | Paul Haarhuis Sjeng Schalken                        | Petr Pála Pavel Vízner                              | 6-2, 3-6, 6-4                                       |                                                     |
| 6  | 17-09-2001 | Heineken Open, Shanghai                             | Int' Series                                         | 375 000 $                                           | Dur (ext.)                                          | Thomas Shimada Byron Black                          | John-Laffnie de Jager Robbie Koenig                 | 6-2, 3-6, 7-5                                       |                                                     |
| 7  | 22-09-2003 | Heineken Open, Shanghai                             | Int' Series                                         | 355 000 $                                           | Dur (ext.)                                          | Wayne Arthurs Paul Hanley                           | Zhu Ben-Qiang Zeng Shaoxuan                         | 6-2, 6-4                                            | Tableau                                             |
| 8  | 27-09-2004 | Heineken Open, Shanghai                             | Int' Series                                         | 355 000 $                                           | Dur (ext.)                                          | Jared Palmer Pavel Vízner                           | Rick Leach Brian MacPhie                            | 4-6, 7-64, 7-611                                    | Tableau                                             |
| 9  | 12-10-2009 | Shanghai ATP Masters, Shanghai                      | Masters 1000                                        | 3 240 000 $                                         | Dur (ext.)                                          | Julien Benneteau Jo-Wilfried Tsonga                 | Mariusz Fyrstenberg Marcin Matkowski                | 6-2, 6-4                                            | Tableau                                             |
| 10 | 11-10-2010 | Rolex Shanghai Masters, Shanghai                    | Masters 1000                                        | 3 240 000 $                                         | Dur (ext.)                                          | Jürgen Melzer Leander Paes                          | Mariusz Fyrstenberg Marcin Matkowski                | 7-5, 4-6, [10-5]                                    | Tableau                                             |
| 11 | 10-10-2011 | Rolex Shanghai Masters, Shanghai                    | Masters 1000                                        | 3 240 000 $                                         | Dur (ext.)                                          | Max Mirnyi Daniel Nestor                            | Michaël Llodra Nenad Zimonjić                       | 3-6, 6-1, [12-10]                                   | Tableau                                             |
| 12 | 08-10-2012 | Rolex Shanghai Masters, Shanghai                    | Masters 1000                                        | 3 531 600 $                                         | Dur (ext.)                                          | Leander Paes Radek Štěpánek                         | Mahesh Bhupathi Rohan Bopanna                       | 67-7, 6-3, [10-5]                                   | Tableau                                             |
| 13 | 06-10-2013 | Rolex Shanghai Masters, Shanghai                    | Masters 1000                                        | 3 849 445 $                                         | Dur (ext.)                                          | Ivan Dodig Marcelo Melo                             | David Marrero Fernando Verdasco                     | 7-62, 66-7, [10-2]                                  | Tableau                                             |
| 14 | 05-10-2014 | Rolex Shanghai Masters, Shanghai                    | Masters 1000                                        | 4 195 895 $                                         | Dur (ext.)                                          | Bob Bryan Mike Bryan                                | Julien Benneteau Édouard Roger-Vasselin             | 6-3, 7-63                                           | Tableau                                             |
| 15 | 12-10-2015 | Rolex Shanghai Masters, Shanghai                    | Masters 1000                                        | 4 783 320 $                                         | Dur (ext.)                                          | Raven Klaasen Marcelo Melo                          | Simone Bolelli Fabio Fognini                        | 6-3, 6-3                                            | Tableau                                             |
| 16 | 10-10-2016 | Rolex Shanghai Masters, Shanghai                    | Masters 1000                                        | 5 452 985 $                                         | Dur (ext.)                                          | John Isner Jack Sock                                | Henri Kontinen John Peers                           | 6-4, 6-4                                            | Tableau                                             |
| 17 | 08-10-2017 | Rolex Shanghai Masters, Shanghai                    | Masters 1000                                        | 5 924 890 $                                         | Dur (ext.)                                          | Henri Kontinen John Peers                           | Łukasz Kubot Marcelo Melo                           | 6-4, 6-2                                            | Tableau                                             |
| 18 | 07-10-2018 | Rolex Shanghai Masters, Shanghai                    | Masters 1000                                        | 7 086 700 $                                         | Dur (ext.)                                          | Łukasz Kubot Marcelo Melo                           | Jamie Murray Bruno Soares                           | 6-4, 6-2                                            | Tableau                                             |
| 19 | 06-10-2019 | Rolex Shanghai Masters, Shanghai                    | Masters 1000                                        | 7 473 620 $                                         | Dur (ext.)                                          | Mate Pavić Bruno Soares                             | Łukasz Kubot Marcelo Melo                           | 6-4, 6-2                                            | Tableau                                             |
| –  | 2020-2022  | Tournoi annulé à cause de la pandémie à coronavirus | Tournoi annulé à cause de la pandémie à coronavirus | Tournoi annulé à cause de la pandémie à coronavirus | Tournoi annulé à cause de la pandémie à coronavirus | Tournoi annulé à cause de la pandémie à coronavirus | Tournoi annulé à cause de la pandémie à coronavirus | Tournoi annulé à cause de la pandémie à coronavirus | Tournoi annulé à cause de la pandémie à coronavirus |
| 20 | 04-10-2023 | Rolex Shanghai Masters, Shanghai                    | Masters 1000                                        | 8 800 000 $                                         | Dur (ext.)                                          | Marcel Granollers Horacio Zeballos                  | Rohan Bopanna Matthew Ebden                         | 5-7, 6-2, [10-7]                                    | Tableau                                             |
| 21 | 02-10-2024 | Rolex Shanghai Masters, Shanghai                    | Masters 1000                                        | 8 995 555 $                                         | Dur (ext.)                                          | Wesley Koolhof Nikola Mektić                        | Máximo González Andrés Molteni                      | 6-4, 6-4                                            | Tableau                                             |